# Joyce Farmer
Joyce Farmer, nota anche con lo pseudonimo di Joyce Sutton (Los Angeles, 1938), è una fumettista statunitense afferente al movimento del fumetto underground.

## Biografia
Joyce Farmer nacque nel 1938 a Los Angeles. Alcuni dei suoi primi lavori sono firmati Joyce Sutton, portando a credere che questo fosse il suo nome di nascita, piuttosto che quello di suo marito. Cambiò legalmente il suo nome in Farmer a metà degli anni '70.
Nel 1972, con Lyn Chevli, creò la serie di fumetti antologica femminista Tits & Clits Comix. Oltre a Tits & Clits, la Farmer contribuì a produrre un fumetto underground sull'aborto, Abortion Eve, nel 1973. Contribuì altresì a un altro fumetto tutto al femminile, Wimmen's Comix.
Non guadagnando abbastanza con i fumetti underground, tra gli anni '70 e '80 la Farmer rimase invischiata in un matrimonio turbolento, spesso atteggiandosi a madre single. Abbandonando il mondo del fumetto dopo l'ultimo numero di Tits & Clits, alla fine degli anni '80 e '90 la Farmer lavorò come garante della cauzione e si prese cura del padre e della matrigna.
Nel 2000 il suo lavoro fu pubblicato nell'antologia Fantagraphics Zero Zero. Risposatasi e stabilitasi a Laguna Beach, la Farmer iniziò a documentare sotto forma di fumetti gli episodi tristi e talvolta umoristici degli ultimi anni di vita dei suoi genitori, inviandone stralci all'ex collega fumettista underground Robert Crumb. Crumb la convinse a completare l'opera che, inviata alla Fantagraphics Books, venne pubblicata nel 2010 con il titolo Special Exits.

## Riconoscimenti
Nel 2011, Special Exits ha vinto il Graphic Novel Award della National Cartoonists Society. Nello stesso anno la Farmer è stata insignita con un Inkpot Award del Comic-Con di San Diego. Nel 2017 ha vinto un Premio Gran Guinigi come Miglior autrice unica.
Sue opere sono state annoverate nella mostra Women in Comics negli allestimenti del 2020 a New York e del 2021 a Roma.